# Терра-Алта (Західна Вірджинія)
Терра-Алта (англ. Terra Alta) — місто (англ. town) в США, в окрузі Престон штату Західна Вірджинія. Населення — 1415 осіб (2020).

## Географія
Терра-Алта розташована за координатами 39°26′39″ пн. ш. 79°32′37″ зх. д. / 39.44417° пн. ш. 79.54361° зх. д. (39.444285, -79.543651).  За даними Бюро перепису населення США в 2010 році місто мало площу 3,07 км², уся площа — суходіл.

## Демографія
Згідно з переписом 2010 року, у місті мешкало 1477 осіб у 610 домогосподарствах у складі 394 родин. Густота населення становила 481 особа/км².  Було 700 помешкань (228/км²).
Расовий склад населення:
| - 98,0 % — білих - 0,7 % — чорних або афроамериканців - 0,5 % — корінних американців - 0,1 % — азіатів |

До двох чи більше рас належало 0,5 %. Частка іспаномовних становила 0,9 % від усіх жителів.
За віковим діапазоном населення розподілялося таким чином: 24,4 % — особи молодші 18 років, 61,7 % — особи у віці 18—64 років, 13,9 % — особи у віці 65 років та старші. Медіана віку мешканця становила 38,8 року. На 100 осіб жіночої статі у місті припадало 89,4 чоловіків;  на 100 жінок у віці від 18 років та старших — 90,0 чоловіків також старших 18 років.
Середній дохід на одне домашнє господарство  становив 40 476 доларів США (медіана — 36 513), а середній дохід на одну сім'ю — 46 301 долар (медіана — 44 150). Медіана доходів становила 29 388 доларів для чоловіків та 23 986 доларів для жінок. За межею бідності перебувало 22,2 % осіб, у тому числі 29,4 % дітей у віці до 18 років та 8,4 % осіб у віці 65 років та старших.
Цивільне працевлаштоване населення становило 732 особи. Основні галузі зайнятості: роздрібна торгівля — 24,6 %, освіта, охорона здоров'я та соціальна допомога — 19,1 %, сільське господарство, лісництво, риболовля — 8,2 %, транспорт — 7,1 %.